# Große Freiheit (Gzuz-Album)
Große Freiheit ist das vierte Studioalbum des deutschen Rappers Gzuz. Es erschien am 13. Januar 2022 über die Labels 187 Strassenbande und Universal Music als Standard-Edition und Limited-Boxset.

## Produktion
Das Album wurde komplett von dem deutschen Musikproduzenten-Duo The Cratez als Executive Producer in Zusammenarbeit mit DeeVoe produziert. Bei der Produktion von drei Liedern wurden sie von The Royals unterstützt, während Troublemakerz an zwei Songs beteiligt waren. Zudem wirkten 2Bough, Turnrock, Kushbringer, AbsoluteBeatz und Neal & Alex an je einem Track mit.

## Covergestaltung
Das Albumcover zeigt eine dunkle Gefängnistür, umgeben von zwei gespreizten Frauenbeinen, die an den Eingang der Hamburger Kneipe Zur Ritze erinnern. Auf der Tür ist der weiße Schriftzug 187 zu sehen und durch ein Loch hat Gzuz seine Hände gesteckt. Im oberen Teil des Covers befinden sich, in Form bunter Leuchtreklame, der durchgestrichene Titel Grosse Freiheit in Blau sowie der Schriftzug Gzuz in Rot.

## Gastbeiträge
Auf sieben Liedern des Albums treten neben Gzuz weitere Künstler in Erscheinung. So ist der 187-Strassenbande-Rapper Bonez MC auf den Songs Money kommt, Skimaske und Wenn ich will zu hören, während der jamaikanische Dancehall-Musiker Quada ebenfalls auf Money kommt einen Gastbeitrag hat. An Easy $$$ ist Sa4 beteiligt und der Rapper Maxwell ist auf Genau so eine vertreten. Alles black ist eine Kollaboration mit RAF Camora und Luciano. Auf Ruf die Polizei an wird Gzuz von dem Rapper Frauenarzt unterstützt, während er bei Skimaske zudem mit 187-Strassenbande-Mitglied LX zusammenarbeitet.

## Titelliste
| #  | Titel              | Gastbeiträge        | Produzenten                                   | Länge |
| -- | ------------------ | ------------------- | --------------------------------------------- | ----- |
| 1  | Free Gzuz (Intro)  |                     | The Cratez, DeeVoe, Troublemakerz, Turnrock   | 1:56  |
| 2  | Montag             |                     | The Cratez, DeeVoe, Kushbringer               | 2:23  |
| 3  | Späti              |                     | The Cratez, DeeVoe, AbsoluteBeatz, The Royals | 2:32  |
| 4  | Money kommt        | Bonez MC, Quada     | The Cratez, DeeVoe                            | 2:38  |
| 5  | Skimaske           | Bonez MC, LX        | The Cratez, DeeVoe                            | 2:20  |
| 6  | Alles black        | RAF Camora, Luciano | The Cratez, DeeVoe, The Royals                | 2:49  |
| 7  | Easy $$$           | Sa4                 | The Cratez, DeeVoe, Troublemakerz             | 2:09  |
| 8  | Genau so eine      | Maxwell             | The Cratez, DeeVoe, 2Bough                    | 2:14  |
| 9  | Ruf die Polizei an | Frauenarzt          | The Cratez, DeeVoe                            | 2:25  |
| 10 | Wenn ich will      | Bonez MC            | The Cratez, DeeVoe                            | 2:11  |
| 11 | Kein Plan          |                     | The Cratez, DeeVoe, The Royals                | 2:26  |
| 12 | Familie zuerst     |                     | The Cratez, DeeVoe, Neal & Alex               | 2:12  |

## Chartplatzierungen und Singles
Große Freiheit stieg am 21. Januar 2022 auf Platz eins in die deutschen Albumcharts ein und hielt sich zehn Wochen in den Top 100. Darüber hinaus belegte das Album auch die Chartspitze der deutschsprachigen Albumcharts sowie die Chartspitze der Hip-Hop-Charts. Gzuz führte mit Große Freiheit je zum vierten Mal alle drei Hitlisten an. In Österreich und der Schweiz erreichte das Album jeweils Rang zwei.
| ChartsChartplatzierungen | Höchstplatzierung | Wochen |
| ------------------------ | ----------------- | ------ |
| Deutschland (GfK)        | 1 (10 Wo.)        | 10     |
| Österreich (Ö3)          | 2 (9 Wo.)         | 9      |
| Schweiz (IFPI)           | 2 (5 Wo.)         | 5      |

| ChartsJahrescharts (2022) | Platzierung |
| ------------------------- | ----------- |
| Deutschland (GfK)         | 46          |

Am 15. Oktober 2021 wurde der Song Späti als erste Single des Albums veröffentlicht und konnte Platz vier der deutschen Charts erreichen. Die zweite Auskopplung Genau so eine erschien am 16. Dezember 2021 und belegte Rang 30 der deutschen Singlecharts. Am 6. Januar 2022 folgte Wenn ich will als dritte Single und stieg auf Position zwei in die deutschen Charts ein. Nach Albumveröffentlichung erreichte zudem der Song Alles black Platz acht in Deutschland.
Im April 2022 wurde die Single Späti in Deutschland mit einer Goldenen Schallplatte für mehr als 200.000 Verkäufe ausgezeichnet.

## Rezeption
| Professionelle Bewertungen | Professionelle Bewertungen |
| -------------------------- | -------------------------- |
| Kritiken                   |                            |
| Quelle                     | Bewertung                  |
| laut.de                    | [ 12 ]                     |

Yannik Gölz von laut.de bewertete Große Freiheit mit zwei von fünf Punkten. Das Album biete „Momente, die zeigen, warum Gzuz so weit oben in der Szene steht. Seine Stimme, sein Charisma, seine Fähigkeit, mit dämonischem Selbstzerstörungstrieb Party zu machen.“ Doch nach dem Durchhören „empfindet man eigentlich nur noch peinlich berührtes Mitleid“ aufgrund des dargestellten Hedonismus und Selbstmitleids. Vor allem die letzten beiden Songs, die im Kontrast zu den restlichen Liedern stehen, würden „jede mögliche Wahrnehmung dieses Albums“ ruinieren.